# Борислав Генов
Борислав Стефанов Генов е участник в Съпротивителното движение по време на Втората световна война, партизанин. Български офицер, полковник

## Биография
Борислав Генов е роден на 30 март 1926 г. в с. Друган, Пернишко. Семейството на железничар се установява в гр. Дупница. Учи в Дупнишката гимназия „Христаки Павлович“. Тук е деен член на РМС (1940).

### Участие в Съпротивителното движение
Участва в Съпротивителното движение през Втората световна война. Член на бойна група. След разстрела в гр. Дупница на началника на тайната полиция Лакев, преминава в нелегарност и е партизанин в Дупнишкия партизански отряд „Коста Петров“ (1942).

### Участие във войната срещу Германия
След 9 септември 1944 г. участва във войната срещу Германия. Доброволец в III – и Гвардейски пехотен полк (командир, полковник Желю Демиревски) от Първа гвардейска пехотна дивизия. В боевете за планината Ястребац е тежко ранен.
Награден е с Войнишки кръст „За храброст“ II ст. и съветския медал „За боевая заслуга“. След лечение в състава на XVI Пехотна дивизия продължава участието си във войната. Участва в Дравската операция на БА. При форсирането на р. Мур на 2 май 1945 г. е ранен за втори път. Награден е с Войнишки кръст „За храброст“ I ст., съветския орден „Червена звезда“ и медал „За победата над Германия във Великата отечествена война 1941 – 1945 г“.

### Български офицер
След войната работи в Околийския Комитет на РМС и СНМ. Ръководи сектор „Младежки бритгади“. Завършва НШЗО „Христо Ботев“ и служи като офицер в БНА в продължение на 36 години. Гост-делегат на историческия Пети конгрес на БРП (к) (1948).
През 1961 г. завършва офицерския курс на Народното военно инженерно-свързочно училище „Генерал-лейтенант Георги Дамянов“ (Силистра), а през 1971 г. и Военната свързочна академия „Маршал Семьон Будьони“ (Ленинград).
Участва в Корейската война (1950 – 1953), чехословашките събития през 1968 година, като началник на свръзките на групата на БНА в състава на обединената группировка на армиите от Организацията на Варшавския Договор на територията на ЧССР, в Арабо-израелската война от 6 до 26 октомври 1973 година („Йом Кипур“) като старши съветник в Сирийската армия.
Народен съветник в Софийския Градски Народен Съвет (1971 – 1989). Почетен гражданин на град София от 1986 г. Делегат на Десетия, Единадесетия, Дванадесетия и Тринадесетия конгреси на БКП.
След пенсионирането си от 31 март 1982 до 1992 година е секретар на Ботевски Районен Комитет в гр. София и на Софийския Градски Комитет за българо-съветска дружба.

### Семейство
- Съпруга д-р Лушка Стефанова Генова е заслужил лекар на НРБ.
- Син полковник от запаса Явор Бориславов Генов, доктор на военните науки. Воин-интернационалист, участник в бойните действия в Народна Република Ангола, Осетия, Приднестровската Молдавска Република. Участник е в миротворчески мисии в Таджикистан, Босна и Херцеговина. Председател на Българския общонароден съюз „Бойна дружба“. Президент на Българската национална лига за защита на човешкото достойнство и сигурност. Председател на Общобългарския Граждански Комитет „Памет“. Член на Висшия Съвет на Международния съюз на ветерански обединения „Бойно братство“.
- Син подполковник-инженер от запаса Чавдар Бориславов Генов служи във военнотранспортната авиация. Има квалификация „Военен летец I клас“. Воин-интернационалист, участник в бойните действия в Южна Африка (Ангола и Мозамбик), Етиопия, Демократична и в Ислямска Република Афганистан, Никарагуа и на Балканите. Участник е в миротворческите операции на ООН в Камбоджа и в Южна и Централна Африка.

## Награди
Народна република България:
- Орден „9 септември 1944 година“ с мечове I ст. (1986), II ст. (1976), III ст. (1973)
- Орден „За народна свобода 1941 – 1944 г.“ II ст. (1969)
- Орден „Червено знаме“ (1957)
- Орден „Червено знаме на труда“ (1984)
- Орден „За военна доблест и заслуга“ I ст. (1982)
- Знак на Военния орден (войнишки кръст) „За храброст“ II ст. (1944), I ст. (1945)
- Медал "За участие в Отечествената война 1944 – 1945 г. (1945)
- Медал „За участие в антифашистката борба“ (1948)
- Медал „За боева заслуга“ (1952)
- медал „За безупречна служба във ВС на НРБ“ III, II, I ст (1959, 1962, 1967)
- Медал „За укрепване братството по оръжие“ (1975)
- Медал „За заслуги към БНА“ (1976)
- Юбилейни медали

Република България:
- Орденски знак на МО на РБ „За вярна служба под знамената“ II, I ст (1996, 2001)
- орден „За военна заслуга“ I степен – 2006 година,
- Орден на Честта I ст. (2006)
- Орден на Свободата I ст. (2010)
- Юбилейни медали

СССР:
- Орден „Червена Звезда“ (1945)
- Орден „Отечествена война“ II ст. (1984)
- Орден „Дружба между народите“ (1986)
- Медал „За боеви заслуги“ (1944)
- Медал „За храброст“ (1945)
- Медал „За Победата над Германия във Великата Отечествена война 1941 – 1945 г.“ (1945)
- медал „За укрепване на бойната дружба на СССР“ (1980)
- Юбилейни медали

Руската Федерация:
- Медал „Георгий Константинович Жуков“ (1996)
- Юбилейни медали

Република Беларус:
- юбилеен медал „60 години от Освобождението на Белорусия от немско-фашистките окупатори“
- юбилеен медал „65 години от Освобождението на Белорусия от немско-фашистките окупатори“

Украйна:
- юбилеен знак „50 години от Освобождението на Украйна от немско-фашистките окупатори“
- юбилеен медал „60 години от Освобождението на Украйна он немско-фашистките окупатори“

Социалистическа Федеративна Република Югославия:
- Орден „Партизанска звезда“ III ст. (с пушки)
- Орден „За храброст“
- Медал „За храброст“
- Медал „За свободата на народа 1941 – 1944 г.“

Корейската Народно-Демократична Република:
- орден „Воинска слава“ II ст.

Унгарската Народна Република:
- Златен медал „Братство по оръжие“

Германската Демократична Република:
- Медал „За заслуги към ГДР“ I ст.
- Медал „За заслуги към Националната Народна Армия на ГДР“ I ст.
- Медал „Братство по оръжие“ I ст.
- юбилейни медали

Полската Народна Република:
- Орден „Възрождане на Полша“ V степен (рицарски кръст)
- Медал „Победа и Свобода“
- Медал „За участие във войните за защита на Народната власт“
- Златен медал „На стража на мира“
- Медал „Братството по оръжие на стража на мира и социализма“
- Юбилейни медали

Чехословашката Социалистическа Република:
- Медал „За укрепване на дружбата по оръжие“ I ст.
- Златна почетна звезда на участника в борбата против фашизма
- Златен почетен медал на участника в борбата против фашизма
- Юбилени медали

Чешката Република:
- Юбилеен медал „60 години от края на Втората световна война“

Словашката Република:
- Юбилеен медал „50 години от Словашкото народно въстание“
- Юбилеен медал „60 години от Словашкото народно въстание“

Монголската Народна Република:
- Медал „Дружба“
- Знак „Бойна дружба“
- Паметен знак „Монголска Народна Република“ („БНМАУ“)
- Юбилейни медали

Република Куба:
- Медал „Бойно братство“
- Юбилейни медали

Сирийската Арабска Република:
- Орден „За военни заслуги“ I клас
- Орден „За раняване“